# Rezerwat przyrody Jar Brynicy (województwo kujawsko-pomorskie)
Jar Brynicy – krajobrazowy rezerwat przyrody w województwie kujawsko-pomorskim, uznany rozporządzeniem Wojewody Kujawsko-Pomorskiego z dnia 2 października 2001 r. Powierzchnia rezerwatu wynosi 28,29 ha (akt powołujący podawał 28,27 ha). Utworzony dla ochrony naturalnego lasu grądowego i interesującego geomorfologicznie fragmentu doliny Brynicy. Sąsiaduje z położonym po drugiej stronie Brynicy (w województwie warmińsko-mazurskim) rezerwatem o tej samej nazwie utworzonym w 1955 roku, stąd niektóre źródła dla odróżnienia nazywają go „Jar Brynicy II”.
Obszar rezerwatu podlega ochronie ścisłej.

## Położenie
Rezerwat „Jar Brynicy” położony jest w gminie Górzno w powiecie brodnickim, na terenie Górznieńsko-Lidzbarskiego Parku Krajobrazowego. Rezerwat leży na terenach Nadleśnictwa Brodnica.

## Charakterystyka
Głównym przedmiotem ochrony jest przełom rzeki Brynicy długi na około 3 km, głęboko wcięty w wysoczyznę morenową. Zbocza jaru są bardzo strome i osiągają wysokość do 20 m. Rzeka na tym odcinku jest bardzo kręta i charakteryzuje się dużym spadkiem. Przyległą wysoczyznę porastają grądy z drzewostanem grabowo-dębowo-sosnowym – drzewa osiągają tu wiek ponad 200 lat.
W rezerwacie występują różne gatunki drzew, m.in. lipa drobnolistna, klon zwyczajny, wiąz, a także różne gatunki krzewów. Bogate jest również wczesnowiosenne runo. Występuje tu wiele rzadkich gatunków zwierząt – szczególnie bogata jest awifauna, reprezentowana m.in. przez bociana czarnego, zimorodka czy pluszcza.